# Marie Angélique de Scorailles
Marie Angélique de Scorailles (Auvergne, 1661 - Port-Royal, 28 juni 1681) was een Franse edelvrouwe en een maîtresse van koning Lodewijk XIV van Frankrijk. Ze werd door de abbé de Choisy omschreven met de woorden "zo mooi als een engel en zo dom als een ezel".

## Biografie
Marie Angélique de Scorailles werd geboren in het kasteel van Cropières in Auvergne. Haar familie zag dat de schoonheid van veel waarde kon zijn en bracht haar daarop naar het koninklijk hof. In 1678 werd ze opgenomen in de hofhouding van Elisabeth Charlotte van de Palts. Algauw werd ze onderdeel van de intriges van Madame de Montespan, die haar richting het bed van Lodewijk XIV van Frankrijk loodste. Deze deed dit in de hoop de koning wat afleiding te bieden met een dame van wie ze geen concurrentie hoefde te vrezen. Aanvankelijk vond de affaire tussen Angélique en de koning nog in het geheim plaats en ontmoetten ze elkaar in het Palais-Royal en later in het Kasteel van Saint-Germain-en-Laye.
Ondanks de aanvankelijke intenties van Madame de Montespan nam Angélique langzamerhand wel de plek in als belangrijkste maîtresse van Lodewijk XIV en zette ze hiermee de val van Madame de Montespan in. Uiteindelijk raakte Angélique ook zwanger van de koning, maar de zwangerschap liep uit op een miskraam. Toch begon Lodewijk XIV zich gaandeweg zich steeds meer te generen voor zijn maîtresse. Angélique werd benoemd tot hertogin van Fontanges en kreeg een afkoopsom van 20.000 pond mee van Jean-Baptiste Colbert.
Angélique kreeg vervolgens te maken met vaginale bloedingen waarvan de oorzaak niet bekend was; zelf beweerde ze dat ze was vergiftigd. Uit modern onderzoek is gebleken dat ze leed aan eclampsie. Ze overleed aan de gevolgen van deze aandoening, maar aan het hof bleef men in de veronderstelling dat ze vergiftigd was. Kort na haar overlijden zou namelijk de Gifaffaire vol aan het licht komen.
Het rond 1700 populaire Fontangekapsel is naar haar genoemd.